# Мејвуд (Њу Џерзи)
Мејвуд (енгл. Maywood) град је у америчкој савезној држави Њу Џерзи.

## Демографија
По попису из 2010. године број становника је 9.555, што је 32 (0,3%) становника више него 2000. године.
| Група             | 2000.         | 2010.         |
| Белци             | 7.330 (77,0%) | 6.081 (63,6%) |
| Афроамериканци    | 266 (2,8%)    | 510 (5,3%)    |
| Азијати           | 682 (7,2%)    | 1.049 (11,0%) |
| Хиспаноамериканци | 1.115 (11,7%) | 1.785 (18,7%) |
| Укупно            | 9.523         | 9.555         |